# Первенство СССР между командами союзных республик по шахматам 1979
Первенство СССР между командами союзных республик по шахматам 1979 — 14-е первенство.
С 10 по 23 июля 1979 года в Москве, в выставочном павильоне на Красной Пресне, по др. данным во Дворце тяжёлой атлетики ЦСКА. В программе 7-й Спартакиады народов СССР. Состав команды: 8 мужчин (1 запасной), 2 женщины.

## 1-й финал
- 1. УССР (О. Романишин, А. Белявский, Г. Кузьмин, В. Тукмаков, И. Дорфман, А. Михальчишин, С. Палатник, В. Савон — запасной, М. Литинская, Л. Семёнова) — 26 очков из 45;
- 2. Москва (Т. Петросян, В. Смыслов, Ю. Балашов, Е. Васюков, Ю. Разуваев, С. Макарычев, М. Дворецкий, Д. Бронштейн — запасной, Е. Фаталибекова, Т. Затуловская) — 25½;
- 3. РСФСР (Б. Спасский, Л. Полугаевский, Е. Геллер, В. Цешковский, Е. Свешников, Г. Тимощенко, А. Панченко, А. Суэтин — запасной, Е. Ахмыловская, В. Козловская) — 23½;
- 4. Ленинград — 22;
- 5. Грузинская ССР — 22;
- 6. Молдавская ССР — 16.

## 2-й финал
- 7. Латвийская ССР — 27½ очков из 45;
- 8. Эстонская ССР — 26½;
- 9. Узбекская ССР — 24;
- 10. БССР — 24;
- 11. Казахская ССР — 19;
- 12. Киргизская ССР — 14.

## 3-й финал
- 13. Азербайджанская ССР — 24 очка из 36;
- 14. Литовская ССР — 21;
- 15. Армянская ССР — 16½;
- 16. Туркменская ССР — 15½;
- 17. Таджикская ССР — 13.

Лучшие индивидуальные результаты: 1-я мужская доска — Т. Георгадзе (Грузинская ССР) — 5½ из 8; 1-я женская доска — М. Литинская — 7½ из 9.